# Casa consistorial de Miranda de Ebro
La casa consistorial de Miranda de Ebro es un edificio neoclásico que alberga la sede principal del Ayuntamiento de Miranda de Ebro, (Castilla y León, España). Está situado en la plaza de España, dentro del Conjunto Histórico de la ciudad de Miranda de Ebro.

## Historia
Tras la riada que en 1775 se llevó el puente medieval sobre el río Ebro, donde se hallaba la Torre del Concejo, surgió la necesidad de crear una nueva casa para ayuntamiento de la entonces villa. El 23 de junio de 1775 concejo municipal solicitó al Consejo de Castilla el permiso pertinente para levantar el nuevo edificio en la Plaza del Rey, concretamente en el solar donde se encontraban los toriles, el Aula de Gramática fundada por Fray Pedro de Urbina y algunas casas particulares.
El proyecto para ayuntamiento y cárcel fue redactado por Francisco Alejo de Aranguren, que dirigió los trabajos junto a Santos Ángel de Ochandátegui. En marzo de 1778 se presentó el proyecto modificado por la mano del arquitecto Ventura Rodríguez, que introdujo los criterios de la Real Academia de Bellas Artes de San Fernando. En ese mismo año dieron inicio los trabajos, aunque la dirección práctica corrió a cargo de Javier Ignacio de Echeverría y Domingo de Urizar. El coste ascendió a 190.000 reales y las obras concluyeron en mayo de 1788, aunque la inauguración no tuvo lugar hasta el 19 de agosto de ese año.: 387–390 : 110–111 
Desde entonces ha sido la sede principal del Ayuntamiento mirandés, aunque el aumento de las necesidades de espacio han obligado a hacer algunas adaptaciones y extender las dependencias municipales a otros edificios. En cuanto a esta sede, se han realizado obras de mejora y reformas como la de la escalera principal o el Salón de Plenos. Desde 2013 cuenta con un ascensor interior que ha eliminado las barreras arquitectónicas. Además de las funciones de ayuntamiento, acogió en su momento la cárcel o a la policía local, y en su interior todavía alberga el Archivo Histórico Municipal.

## Descripción

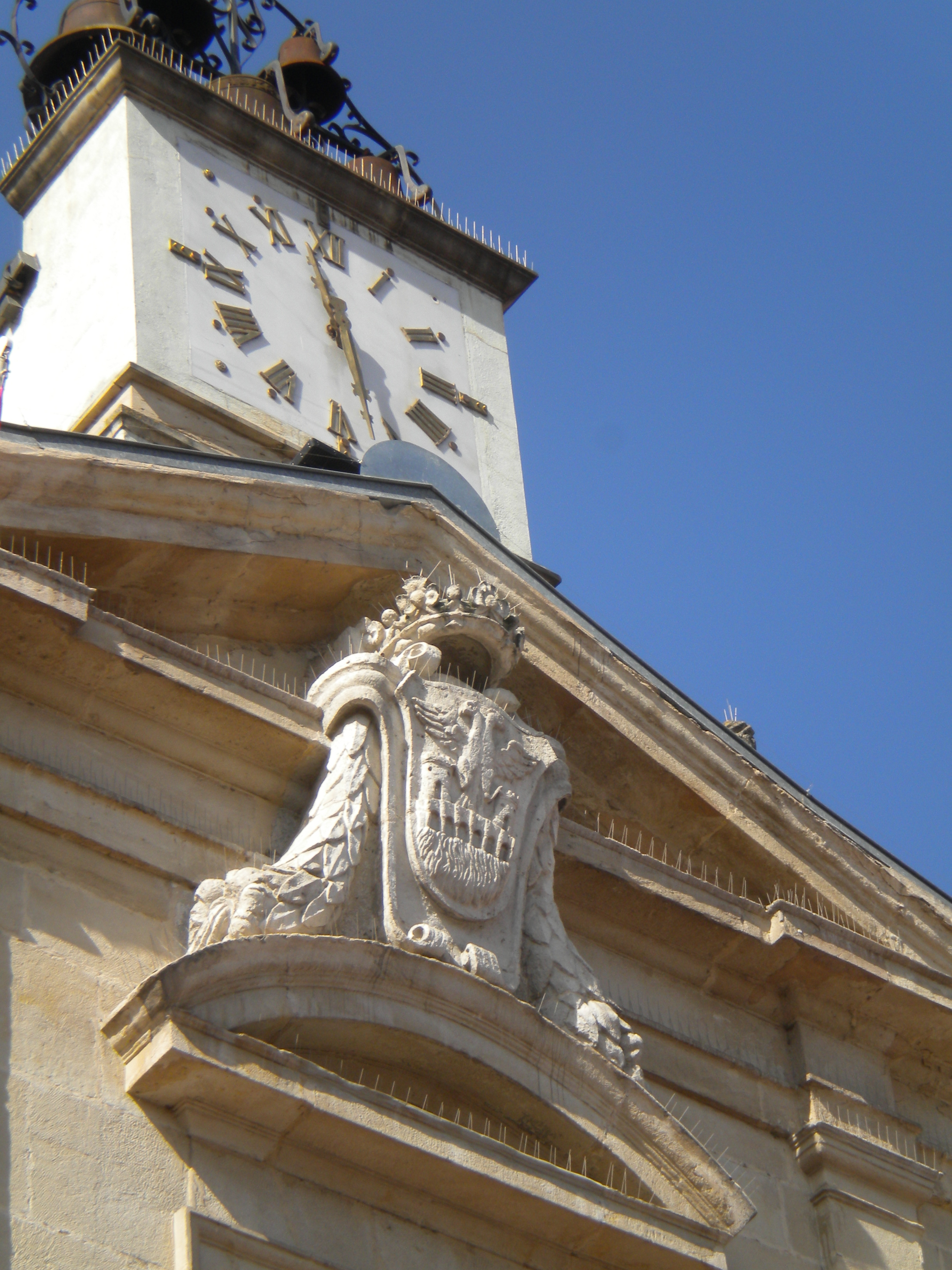
Detalle del escudo de la ciudad en el frontón principal.

Se trata de una obra monumental de corte clásico que se adapta a la función para la que fue creada, siguiendo la línea de los edificios públicos creados en el último cuarto del siglo XVIII bajo las directrices de la Academia de Bellas Artes. La fachada del edificio presenta una gran claridad de líneas y simplicidad de volúmenes, estructurándose horizontalmente en dos plantas. El piso bajo presenta un almohadillado que recuerda a los modelos de los palacios renacentictas italianos. Destaca en el centro una triple arquería que da acceso al pórtico, separada por semicolumnas toscanas y que rememora a los arcos de triunfo romanos. El segundo cuerpo presenta un balcón corrido, cuya rejería realizó el maestro de Orduña José de Astala, que unifica la planta y donde se abren siete vanos rematados con frontones curvos y triangulares alternativamente. La zona central se remarca con pilastras que rematan en frontón triangular a la altura de la cornisa. Inscrito en dicho frontón se colocó el escudo de la ciudad, realizado en piedra de Treviño. Con posterioridad se instaló como remate un reloj con carrillón.: 387–390 : 110–111 : 90 
En su interior, aunque reformada, se conserva la escalera monumental. En altura el edificio se distribuye en piso bajo, dos plantas y bajocubierta, siendo la segunda la más noble, donde se sitúan el despacho de Alcaldía y el Salón de Plenos.

## Anteriores ubicaciones

### Iglesias juraderas medievales
En el Fuero de Miranda de Ebro se establecen como iglesias juraderas San Martín, para los litigios de Aquende o margen derecha del Ebro, y San Nicolás para los de la margen opuesta, Allende. Al no existir un lugar concreto para la reunión del Concejo, la documentación nos muestra que este se reunía en los pórticos o aledaños de dichos templos, aunque con el tiempo el papel del de San Martín fue tomado por la iglesia de Santa María.: 72 : 105–106 

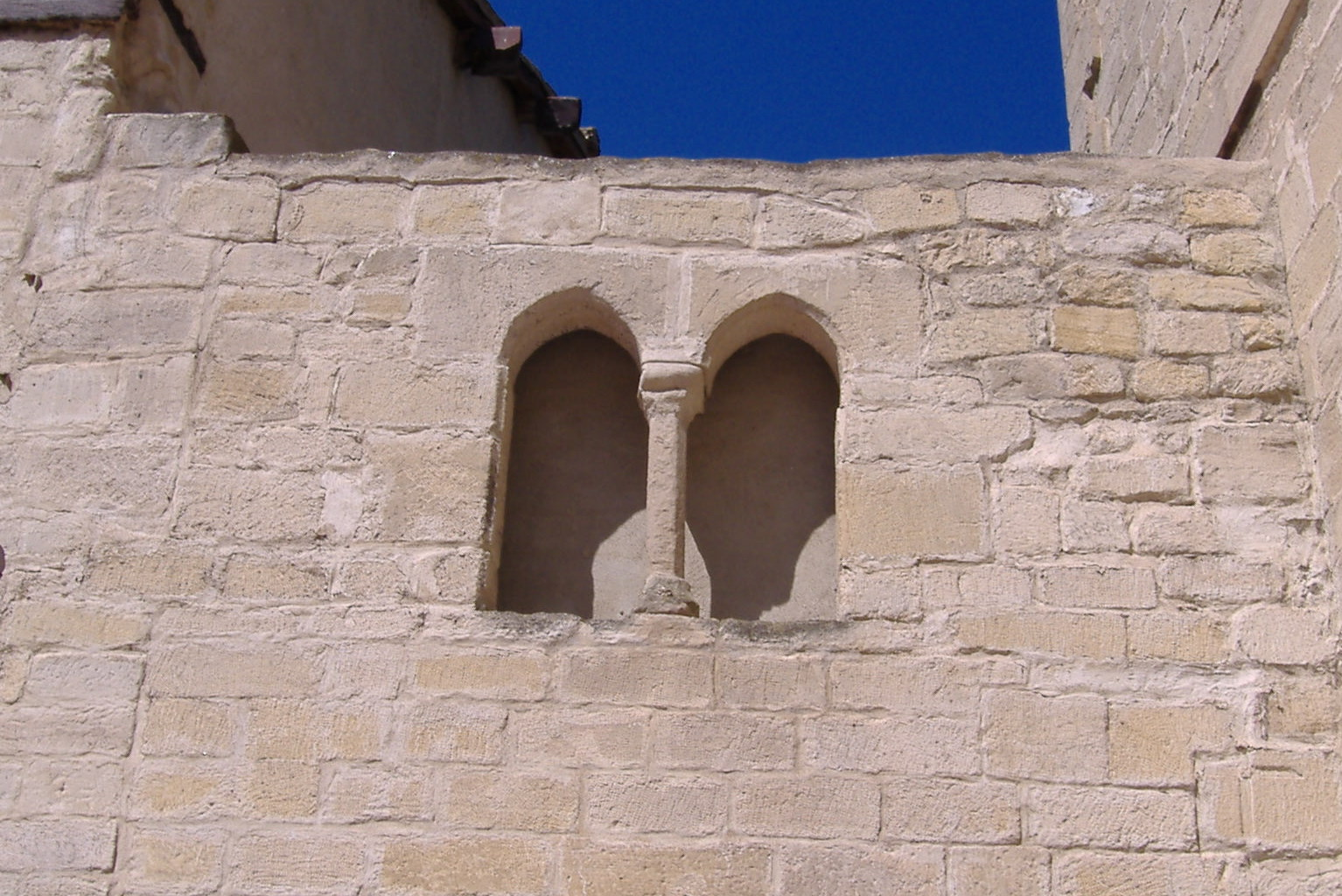
Posibles restos del Palacio de San Juan, primer edificio consistorial mirandés.

### Palacio de San Juan
La construcción en el siglo XIII de la iglesia de San Juan en el llano de Aquende propició la creación a su alrededor del centro neurálgico de la villa, al situarse a sus pies la Plaza del Mercado. También allí se ubicó la primera sede del Concejo, concretamente en el Palacio de San Juan, que pudo levantarse hacia los años treinta del siglo XIV. Seguramente afectado por una riada en 1419, dejó de ser el lugar de reunión consistorial, reflejándose en la documentación cómo el Concejo se reunió en diversos sitios, tales como el cementerio y el claustro de la iglesia de San Juan, vecina de aquel primer edificio de ayuntamiento.: 72 : 106–107 

### Antigua sinagoga: la Torre del Ayuntamiento y la Casa de la Audiencia
Con la expulsión de los judíos de España, la antigua sinagoga fue donada por los Reyes Católicos al Concejo mirandés en 1493. Con esto se puso fin a la itinerancia para las reuniones y el templo judío fue remodelado y ampliado con una torre encima para acoger la cárcel y el ayuntamiento. Pese a que el hebraísta mirandés Francisco Cantera Burgos situó la sinagoga mirandesa en un edificio de la calle La Fuente (traseras del actual Ayuntamiento), todo indica que esta se encontraba junto a la entrada del puente a Aquende, seguramente donde se ubica la calle Federico Keller. Esta Torre del Ayuntamiento pronto se quedó pequeña, al tener que acoger con posterioridad la vivienda del Corregidor real. Por esta razón las reuniones del Concejo en ocasiones se desarrollaron en la denominada Casa de la Audiencia, sita en la plaza de Santa María, aunque esta se derribó en 1571.: 188–190 : 108–109 

### Torre del Concejo en el puente
En 1581 se encargó al maestro cantero Juan de Aguirre la construcción de una nueva torre sobre el puente de Miranda para la Casa del Ayuntamiento, aunque en 1593 hay documentos que denotan que la torre estaba todavía inacabada, lo que generó ciertos conflictos con el maestro de Zumárraga. Consta que tanto esta nueva torre como la del Corregidor sufrieron numerosas reparaciones a lo largo del tiempo y parece que ambas ejercían la función para la reunión de los regidores. Las inundaciones que tuvieron lugar entre el 19 y el 21 de julio de 1775 se llevaron por delante el antiguo puente medieval, así como la torre del concejo, dejando a su vez dañada la sede de los corregidores, que se derribó para construir el nuevo Puente de Carlos III.: 191–192 : 109–110  Con la desaparición de estas torres, se procedió a levantar la actual Casa Consistorial en la plazuela donde se celebraban las corridas de toros, entonces denominada Plaza del Rey, hoy Plaza de España.

## Otros edificios administrativos

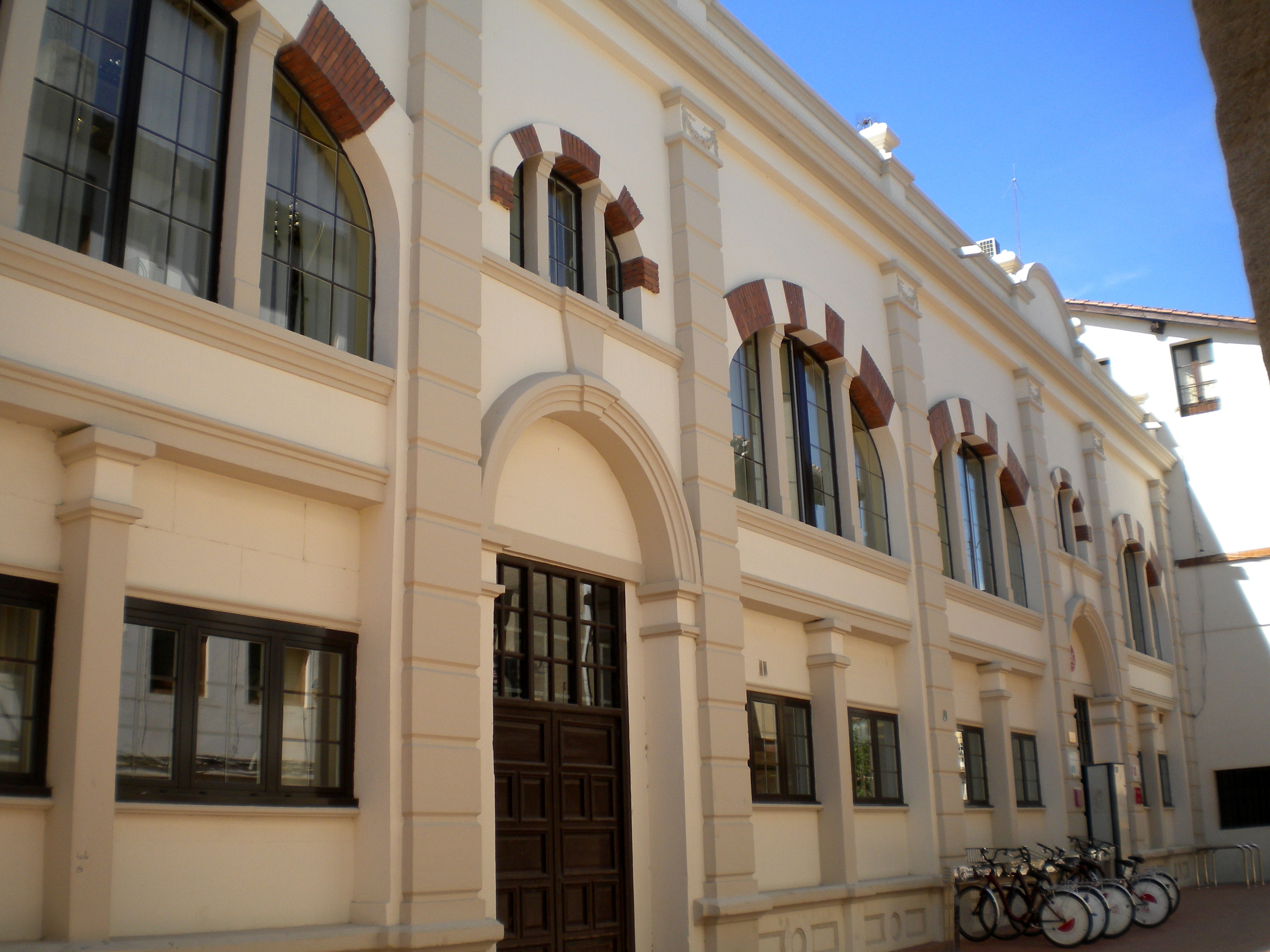
Edificio de ampliación del Ayuntamiento, antigua alhóndiga (1930).

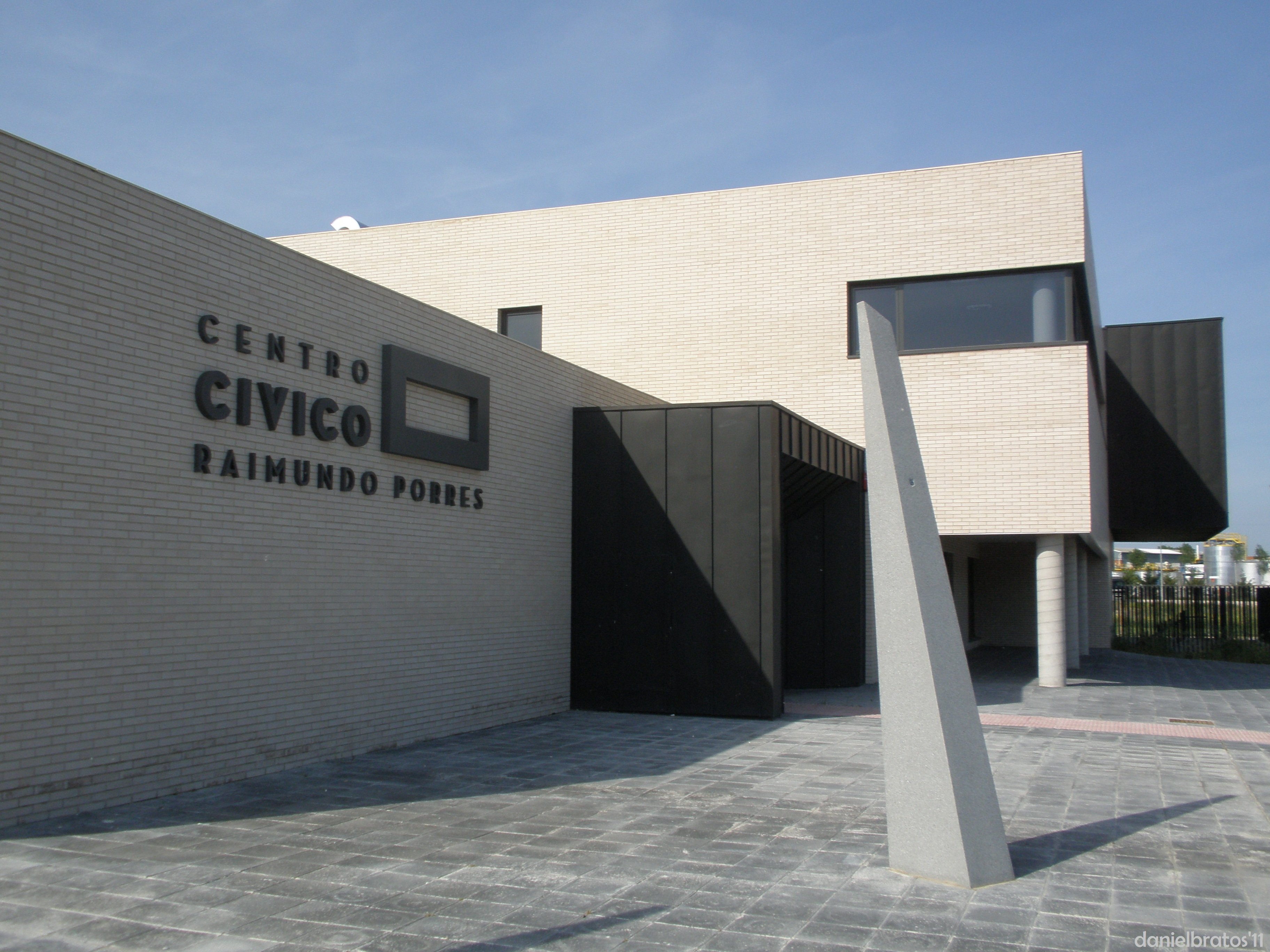
Centro Cívico Raimundo Porres.

Con el aumento de los servicios municipales que se ofrecen, el Ayuntamiento de Miranda de Ebro ha tenido que ir ampliando sus instalaciones, sobrepasando el propio edificio de la Casa Consistorial. Como ampliación de ésta, se encuentra el edificio de la antigua Alhóndiga, contigua al edificio municipal principal y comunicada con él. En 1915 el Ayuntamiento adquiere el solar ocupado antaño por el palacio de la condesa de los Bornos para ampliar la Casa Consistorial, pero el edificio no se construye. Será en 1930 cuando Sixto Erquiaga levante el edificio según proyecto de Fermín Álamo. Fue destinado a alhóndiga y a sede del Cuerpo de Bomberos.: 98  Posteriormente acogió distintos departamentos municipales y en su planta baja se situó el SAC (Servicio de Atención al Ciudadano)
Otras oficinas municipales, como Recaudación, se han ido situando en distintos locales de la Plaza de España, en edificios aledaños a la Casa Consistorial. En las traseras de la misma, en la calle La Fuente, se halla la Casa de los Encío, una casona del siglo XVIII que fue también residencia de las Siervas de Jesús. Al adquirirla el Ayuntamiento, en sus huertas creó el Jardín Botánico de Miranda de Ebro. El edificio se destinó a Casa de la Juventud y a acoger dependencias de Servicios Sociales, aunque en un futuro se precisará una reforma para hacer accesible el edificio.
En la cercana Travesía de Santa María se encuentra el edificio conocido como Casa de Pachín, situado enfrente del Teatro Salón Apolo y construido en 1914, donde destacan las galerías acristaladas.: 93  En su interior alberga la Escuela Taller, dependencias de Obras y las oficinas de Viranda, la Empresa Municipal de Vivienda. También en el Conjunto Histórico se hallan, en la calle San Juan, las oficinas del ARCH (Área de Rehabilitación del Conjunto Histórico).
En los últimos años, el Ayuntamiento ha buscado nuevas ubicaciones de oficinas municipales en el centro de la ciudad, al otro lado del río Ebro. Las dependencias de Servicios Sociales y Urbanismo ocupan las antiguas dependencias de la Agencia Tributaria, en Ronda del Ferrocarril, mientras que en espacios del Centro Cívico Raimundo Porres, en el barrio de La Charca, se ubicó un segundo SAC (Servicio de Atención al Ciudadano) para generar dos áreas de atención administrativa municipal en la ciudad (Este y Oeste).